# Saint-Bresson (Alta Saona)
Saint-Bresson è un comune francese di 444 abitanti situato nel dipartimento dell'Alta Saona nella regione della Borgogna-Franca Contea.
Nel suo territorio vi sono le sorgenti del fiume Rôge.

## Società

### Evoluzione demografica
Abitanti censiti